# مقاطعة أورانج (كارولاينا الشمالية)
مقاطعة أورانج (بالإنجليزية: Orange County)‏ هي إحدى مقاطعات ولاية كارولاينا الشمالية في الولايات المتحدة الأمريكية. مركز المقاطعة أو مقعدها هي مدينة هيلزبورو. تأسست هذه المقاطعة سنة 1752.أصل هذه المقاطعة يأتي من: مقاطعة بلادين, مقاطعة غرانفيل, ومقاطعة جونستون.

## أعلام
- روبرت ورث بينغهام
- بارتليت إس. دورهام
- توماس بيرك
- واشنطن ديوك
- جورج بي. أندرسون
- روبرت وليامز